# Sous-groupe normal maximal
En théorie des groupes, on appelle sous-groupe normal maximal, ou encore sous-groupe distingué maximal, d'un groupe G tout élément maximal de l'ensemble des sous-groupes normaux propres de G, cet ensemble étant ordonné par inclusion. (On entendra ici par « sous-groupe propre de G » un sous-groupe de G distinct de G.) Autrement dit, un sous-groupe normal maximal de G est un sous-groupe normal propre H de G tel qu'aucun sous-groupe normal de G ne soit strictement compris entre H et G.

## Quelques propriétés
- Si G désigne un groupe simple, le sous-groupe de G réduit à l'élément neutre est un sous-groupe normal maximal de G (et c'est le seul).
- Un sous groupe normal H d'un groupe G est sous-groupe normal maximal de G si et seulement si le groupe quotient G/H est simple[2]. Les sous-groupes normaux maximaux jouent donc un rôle dans les suites de Jordan-Hölder
- Un sous-groupe normal maximal d'un groupe G n'est pas forcément un sous-groupe maximal de G. Par exemple, 1 est sous-groupe normal maximal du groupe simple A5, mais n'en est pas sous-groupe maximal, car A5 contient évidemment des sous-groupes propres non réduits à l'élément neutre.
- Si un sous-groupe maximal H d'un groupe G est normal, H est évidemment un sous-groupe normal maximal de G.
- Si G est un groupe résoluble, tout sous-groupe normal maximal de G est sous-groupe maximal de G[3]. (Soit M un sous-groupe normal maximal de G. Alors G/M est à la fois simple et résoluble, donc est fini d'ordre premier. D'après la formule des indices, ceci entraîne que M est sous-groupe maximal de G.) D'après le point précédent, il en résulte que dans un groupe résoluble, les notions de sous-groupe normal maximal et de sous-groupe maximal normal coïncident.
- Soit G un groupe nilpotent. Alors tout sous-groupe maximal de G est normal dans G[4] et est donc un sous-groupe normal maximal de G; réciproquement, si H est un sous-groupe normal maximal de G, alors, puisque tout groupe nilpotent est résoluble, H est un sous-groupe maximal de G d'après le point précédent. Donc, dans un groupe nilpotent, les notions de sous-groupe normal maximal, de sous-groupe maximal et de sous-groupe maximal normal coïncident.